# Propebela assimilis
Propebela assimilis é uma espécie de gastrópode do gênero Propebela, pertencente a família Mangeliidae.